# Fujiwara (Familie)
Die Familie Fujiwara (jap. 藤原氏, Fujiwara-shi) war eine einflussreiche Familie von Regenten Japans, die lange Zeit eine Art Monopol auf die Positionen des Regenten für den Kaiser Sesshō und Kampaku hatte. Dem Gründer der Familie, Nakatomi no Kamatari (中臣 鎌足) (614–669), wurde, als er bereits im Sterben lag, dieser Nachname von Kaiser Tenji verliehen. Sie dominierten die japanische Politik in der Heian-Zeit, waren aber auch in nachfolgenden Zeiten einflussreich.

## Ursprung
Der Beginn der Fujiwara Familie lässt sich bis in die Asuka-Zeit zurückverfolgen. 645 hatte sich Naka no Ōe, der Sohn von Kaiser Jomei, mit dem Oberhaupt des Nakatomi-Klans verbündet, um die autokratische Herrschaft der Soga in einem Staatsstreich zu brechen. Kamatari erhielt den Posten des Innenministers (nai-daijin) und konnte so eine Reihe tiefgreifender Regierungsreformen durchführen. 669 verlieh Kaiser Tenji den Standestitel Fujiwara no Ason an Kamatari.
Der Name wurde an die Abkömmlinge von Fujiwara no Fuhito (659–720), dem zweiten Sohn und Erben von Kamatari, weitergegeben, der am Hof mehrerer Kaiser und Kaiserinnen von Bedeutung war. Er erreichte den Rang des „Kanzlers zur Rechten.“ Er machte seine Tochter Miyako zur Konkubine von Kaiser Mommu. Ihr Sohn, Prinz Obito, wurde später Kaiser Shōmu.
Fuhito (= Fubito), der bereits unter Temmu-Tennō diente, gelang es, eine andere Tochter, Kōmyō(shi), zur Kaiserin von Shōmu zu machen. Sie war die erste Kaiserin, die nicht der kaiserlichen Familie entstammte. Ihm wurde für besondere Verdienste von Mommu (707/4/15) eine Pfründe von 5.000 Häusern verliehen.
Fuhito hatte vier Söhne, von denen jeder eine Familie gründete, die sich dann zu den „Häusern“ der Fujiwara fortentwickelten: Fusasaki das Südliche, Umakai das Ritenhaus, Maro das Hauptstadthaus und Muchimaro das nördliche Haus (Hokke), das die Macht an sich riss und als führend im ganzen Klan angesehen wurde.
Sämtliche Nachfahren der dritten Generation, u. a. Muchimaro (680–737) und Fusasaki (682–737), fielen der Pockenepidemie des Jahres 737 zum Opfer.
Fujiwara no Nakamaro war Kanzler und Vertrauter des Junnin-Tennō und wurde (wie auch sein Bruder Hirotsugu) bei dessen Sturz 765 hingerichtet.
Fujiwara no Nagate (藤原 永手, 717–71), Sohn Fusasakis, Urenkel Kamataris. Bei Shōtokus Tod half er zur Ernennung Kōnins, der ihm den Grad ersten Ranges verlieh. Er brachte es zum „Kanzler der Rechten“, diente den Kaisern Shōmu, Kōken, Junnin, Shōtoku und Kōnin. Der Titel des Großkanzlers wurde ihm posthum von Kaiser Kōnin verliehen.
Fujiwara no Toyonari († 765), ältester Sohn des Muchimaro. Unter Kōnin „Kanzler zur Rechten“, wegen Mitwisserschaft an der Rebellion des ehem. Kronprinzen Funabe (757) abgesetzt, als Sonderbefehlshaber des Dazai-fu nach Kyushu gesandt wird. Gelangt wegen Krankheit nur bis Ōsaka. 764 wird er rehabilitiert und erneut Kanzler.
Fujiwara no Tanetsugu (藤原 種継, 737–85), Enkel von Fujiwara no Umakai, Spross des Shikike-Astes der Familie, der Hauptbefürworter der Verlegung der Hauptstadt (Nagaoka-kyō), und Hauptintendant der neuen Bauten (Minister des Amts der Riten [Shikibushō], im 3. Hofrang) für Kaiser Kammu. Er wird in Nagaoka „in der Inselstraße der Nagaoka-Residenz von dem Toneri (Leibgarde) Sukune no Wojika und dem Kozumi Hahaki-himaro erschossen.“ (785/12/23; Nihon Ryōiki)
Fujiwara no Naramaro war der Sohn der jüngsten Tochter Fuhitos, die Tachibana no Moroe geheiratet hatte.

## Heian-Zeit
Während der Heian-Zeit gelang es den Hokke, einen Erbanspruch auf die Position des Regenten entweder für den minderjährigen Kaiser (Sesshō) oder den erwachsenen Kaiser (kampaku) zu etablieren. Einige bedeutende Fujiwaras besetzten diese Positionen mehr als einmal und für mehr als einen Kaiser. Weniger bedeutende Mitglieder waren Hofadelige, Provinzgouverneure und Vizegouverneure, Mitglieder der Provinzaristokratie oder auch einfache Samurai. Die Fujiwara waren die einflussreichste der 4 großen Familien, die die japanische Politik in der Heian-Zeit (794–1185) beherrschten. Die anderen waren die Tachibana, Taira und Minamoto. Die Fujiwara hatten besonders während der Regentschaften im 10. und 11. Jahrhundert gewaltige Macht und regierten das Land durch den Kaiser als Marionette.
Die Fujiwara dominierten die Regierung in Japan von 794 bis 1160. Es gibt keinen klaren Startpunkt; als Ende ihres beherrschenden Einflusses auf die Zivilregierung kann die Etablierung des ersten Shogunats unter Minamoto no Yoritomo im Jahre 1192 angesehen werden.
Die Fujiwara-Prinzen dienten anfangs als höchste Minister des kaiserlichen Hofes (Kampaku) und Regenten (sesshō) für minderjährige Kaiser. Die Fujiwara zogen in dieser Position jahrhundertelang die Fäden der Regierungsgeschäfte. Anscheinend planten sie aber niemals, die kaiserliche Dynastie zu ersetzen. Stattdessen stammte der Einfluss des Clans von seiner Heiratspolitik. Da sowohl die Frauen der Kronprinzen und der jüngeren Söhne der Kaiser als auch der Kaiser selbst im Allgemeinen stets Fujiwara waren, waren die männlichen Oberhäupter oft Schwiegervater, Onkel oder Großvater des Kaisers. Die Familie erreichte den Gipfel ihrer Macht unter Fujiwara no Michinaga (966–1028), einem langjährigen Kampaku, der Großvater von drei Kaisern, Vater von sechs Kaiserinnen oder kaiserlichen Gemahlinnen und der Großvater von weiteren sieben kaiserlichen Gemahlinnen war. Es ist keine Übertreibung zu sagen, dass Michinaga (und nicht der eigentliche Kaiser) Japan regierte.

### Abstieg
Nur 40 Jahre nach Michinagas Tod waren die Fujiwara nicht in der Lage, die Thronbesteigung von Kaiser Go-Sanjō (reg. 1068–1073) zu verhindern, des ersten Kaisers seit Uda (reg. 887–897), dessen Mutter keine Fujiwara war. Das System der Regierung durch einen abgedankten Kaiser, der sich in ein Kloster zurückzog (daijō tennō), schwächte ab 1087 die Kontrolle der Fujiwara über den kaiserlichen Hof weiter. Eine Enkelin des Fujiwara no Tomayasu war die Dichterin Sugawara no Takasue no Musume.
Die von den Fujiwara dominierte Heian-Periode näherte sich mit den Unruhen im 12. Jahrhundert ihrem Ende. Der als Hōgen-Rebellion (Hōgen no Ran) bekannte dynastische Kampf führte 1156 zum Aufstieg der Taira als wichtigstem Clan. 1160 besiegten die Taira die Koalition der Fujiwara und Minamoto während der Heiji-Rebellion (Heiji no Ran). Diese Niederlage besiegelte das Ende des Einflusses der Fujiwara.

## Spaltung
Im 13. Jahrhundert spalteten sich die Hokke in 5 Regentenhäuser (五摂家 go-sekke) auf: Konoe, Takatsukasa, Kujō, Nijō und Ichijō. Diese hatten eine Art Monopol auf die Ämter des Sesshō und des Kampaku, die sie abwechselnd besetzten. Die politische Macht hatte sich vom Hofadel in Kyōto zu der neuen Kriegerklasse auf dem Lande verschoben. Die Fujiwara-Prinzen blieben jedoch bis ins 20. Jahrhundert enge Berater, Regenten und Minister des Kaisers. Als solche hatten sie immer einen gewissen politischen Einfluss und politische Macht, so dass auch die rivalisierenden Krieger und späteren Militärregierungen (Bakufu) oft ein Bündnis mit ihnen ersuchten. Fujiwara Seika war ein konfuzianischer Gelehrter des 16. Jahrhunderts.
Beginnend mit dem Ende der Heian-Zeit teilte sich das Hokke-Haus immer weiter in eine Vielzahl von Zweigen. Um 1400 waren die folgenden Linien entstanden:
aus den go-sekke-Häusern, die Regenten stellten:
- Konoe-Zweig mit den Seitenlinien: Konoe und Takatsukasa, außerdem Matsudono
- Kujō-Zweig: Kujō, Ichijō und Nijō

sowie
- Kan’in-Zweig: Saionji, Ōmiya, Shimizudani, Tōin, Ōgimachi, Sanjō, Ōgimachi-Sanjō, Sanjōnishi, Shigenoi, Kawabata, Ano, Anegakōji, Mushanokōji, Oshinokōji, Takamatsu, Imadegawa, Hashimoto, Ogura, Uratsuji, Yotsutsuji, Tokudaiji, Kawara
- Kazan’in-Zweig: Kazan'in, Horikawa, Nakayama, Oimikado, Namba, Asukai
- Nakamikado-Zweig: Nakamikado (Matsuki), Bōmon, Sono, Mibu, Rokkaku
- Mikohidari-Zweig: Reizei, Fujigaya, Irie
- Hino-Zweig: Hino, Toyama, Toyooka, Hirobashi, Hinonishi, Takenoya, Yanagibara, Kitanokōji, Machi (Hinomachi), Karasumaru, Kadenokōji, Uramatsu
- Kaūji-Zweig: Kaūji, Kanroji, Bōjō, Madenokōji, Seiganji, Nakamikado, Hamuro, Hachijō, Machi
- Shijō-Zweig: Shijō, Nishiōji, Aburakōji, Washio, Yamashina
- Minase-Zweig: Minase, Machigami, Sakurai, Yamanoi
- Takakura-Zweig: Takakura, Horikawa, Higuchi

weiterhin bestanden noch die Fujiwara-Linien: Sesonji, Muromachi (Kobata) und Yabu.
Die Namen der einzelnen Linien waren meist Toponyme der Familienresidenz oder haben Bezug zu den Familientempeln (bodaiji). Etwa 30 % der heutigen Japaner können sich als Nachfahren der Fujiwara bezeichnen.
Bis zur Heirat von Kronprinz Hirohito (postum Shōwa-Tennō) mit Prinzessin Kuni Nagako (Kuninomiya Nagako Nyoō) im Januar 1924 wurden die Hauptfrauen der Kaiser und Kronprinzen immer aus einer der fünf Sekke Fujiwara gewählt. Kaiserliche Prinzessinnen wurden über mindestens ein Jahrtausend ebenfalls oft mit Fujiwara verheiratet. Dies reicht bis zu Kaiser Shōwas dritter Tochter, der verstorbenen Prinzessin Takanomiya (Kazoku), und Prinz Mikasas älterer Tochter, der früheren Prinzessin Yasuko, die in die Familien Takatsukasa und Konoe einheirateten.

## Fujiwara-Regenten
Die Amtsinhaber und ihre Regierungszeiten sind in der Liste japanischer Regenten aufgeführt.

## Familienmitglieder
- Fujiwara Michiie (1193–1252), auch Kujō Michiie, Kampaku und der Vater des Shogun Kujō Yoritsune
- Fujiwara no Akimitsu (944–1021), Sohn von Fujiwara no Kanemichi
- Fujiwara no Fuhito (659–720), Sohn von Fujiwara no Kamatari
- Fujiwara no Ietaka (1158–1237), japanischer Waka-Dichter
- Fujiwara no Kamatari (614–669), Gründer der Fujiwara-Familie
- Fujiwara no Kaneie (929–990), Sohn von Fujiwara no Morosuke
- Fujiwara no Kanemichi (925–977), Sohn von Fujiwara no Morosuke
- Fujiwara no Kanesuke (877–933), Sohn von Fujiwara no Toshimoto
- Fujiwara no Kanezane (1149–1207), auch Kujō Kanezane, Gründer der Kujō-Familie
- Fujiwara no Kintō (966–1041), japanischer Dichter und Sohn von Fujiwara no Yoritada
- Fujiwara no Kiyosuke (1104–1177), japanischer Waka-Dichter und Sohn von Fujiwara no Akisuke
- Fujiwara no Masatsune (1170–1221), japanischer Waka-Dichter und Sohn von Nanba Yoritsune
- Fujiwara no Michinaga (966–1028), Sohn von Fujiwara no Kaneie
- Fujiwara no Michinori († 1160), auch Shinzei, Hauptratgeber und Kanzler des japanischen Kaisers Nijō
- Fujiwara no Michitaka (953–995), Sohn von Fujiwara no Kaneie
- Fujiwara no Michitsuna no Haha (936?–995?), japanische Dichterin und Tagebuchautorin, Mutter von Fujiwara no Michitsune.
- Fujiwara no Morosuke, auch Kujō Morosuke (908–960), Sohn von Fujiwara no Tadahira.
- Fujiwara no Mototoshi (1060–1142), japanischer Waka-Dichter
- Fujiwara no Mototsune (836–891), hoher japanischer Hofadeliger
- Fujiwara no Morozane (1042–1101), Sohn von Fujiwara no Yorimichi
- Fujiwara no Nagako (1079?–1119+?), Tochter von Fujiwara no Akitsuna und Hofdienerin von Kaiser Horikawa
- Fujiwara no Nobuzane (1177–1266) Sohn von Fujiwara no Takanobu
- Fujiwara no Okikaze (Lebensdaten unbekannt), japanischer Waka-Dichter, Beamter der Zivilverwaltung für Adlige der Heian-Zeit
- Fujiwara no Saneyoshi (1837–1891) auch Sanjō Sanetomi (1837–1891), japanischer Hofadliger
- Fujiwara no Tadahira (880–949), Sohn von Fujiwara no Mototsune
- Fujiwara no Tadamichi (1097–1164), Sohn von Fujiwara no Tadazane, Ahnherr der Kujō-Familie
- Fujiwara no Tadazane (1078–1162), Enkel von Fujiwara no Morozane
- Fujiwara no Takanobu (1142–1205), japanischer Maler
- Fujiwara no Sadaie (1162–1241), auch Fujiwara no Teika, japanischer Dichter und Sohn von Fujiwara no Shunzei
- Fujiwara no Sadanaga (1139?–1202), japanischer Dichter und buddhistischer Mönch, siehe Jakuren
- Fujiwara no Umakai (694–737), japanischer Staatsmann, General, Dichter und Sohn von Fujiwara no Fuhito
- Fujiwara no Yorimichi (990–1074), Sohn von Fujiwara no Michinaga
- Fujiwara no Yorinaga (1120–1156), Sohn von Fujiwara no Tadazane
- Fujiwara no Yoshifusa (804–872), erster der großen Regenten Japans aus der Familie der Fujiwara
- Fujiwara no Yoshitsune (1169–1206), japanischer Politiker, Dichter und Sohn von Kujō Kanezane

- Fujiwara no Sukemasa (944–998), japanischer Kalligraf
- Fujiwara no Yukinari (972–1028), japanischer Kalligraf